# Monument aux colons wallons

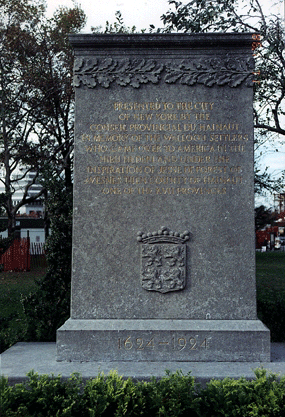
Le Walloon Settlers Memorial est édifié à la pointe sud de Manhattan.

Le monument aux colons wallons ou Walloon Settlers Memorial est un monument situé à New York, dans Battery Park. Ce monument a été donné à la ville de New York par la province de Hainaut, en mémoire de la contribution des Wallons et de Jessé de Forest, originaire du comté de Hainaut, à la fondation de la ville de New York. 
Il a été présenté, le 18 mai 1924, au maire de New York John Francis Hylan, au baron de Cartier de Marchienne, représentant le gouvernement belge, et au roi Albert Ier de Belgique, à l'occasion du 300e anniversaire de la fondation de la ville. 